# Lloydia oxycarpa
Lloydia oxycarpa là một loài thực vật có hoa trong họ Liliaceae. Loài này được Franch. miêu tả khoa học đầu tiên năm 1898.